# 北斎 (小惑星)
北斎（ほくさい、12614 Hokusai）は、小惑星帯にある小惑星。パロマー天文台のトム・ゲーレルスとライデン天文台のファン・ハウテン夫妻が発見した。
江戸時代の浮世絵師、葛飾北斎にちなんで名付けられた。